# گرینویل (کنتاکی)
گرینویل (به انگلیسی: Greenville) شهری در ایالت کنتاکی کشور ایالات متحده آمریکا است که جمعیت آن در سرشماری سال ۲۰۱۰ میلادی، ۴٬۳۱۲ نفر بوده‌است.